# Japanische Küche
Die Japanische Küche (japanisch 日本料理 nihon ryōri) lässt sich in verschiedene Klassen teilen. Hierzu gehören 和食 washoku, die traditionelle, in der Edo-Zeit herauskristallisierte Küche, das yōshoku (洋食 ‚westliche Küche‘), die zwischen Meiji-Zeit und Taishō-Zeit aus der europäischen Küche entlehnt wurde, dem chūka ryōri (中華料理), der japanisierten chinesischen Küche sowie in die lokale Küche der Ainu-Japaner und der Ryûkyû-Japaner, dem ainu ryōri (アイヌ料理) und dem ryūkyū ryōri (琉球料理) respektive. Das Grundnahrungsmittel der japanischen Küche (washoku, 和食 oder nihon ryōri 日本料理) ist der japanische Reis z. B. Koshihikari, der in Japan die Grundlage fast jeder Mahlzeit ist. Die Beilagen werden als Okazu (お数) bezeichnet. In der japanischen Sprache wird die Reispflanze ine (稲 oder 禾) und der ungekochte Reis kome (米) genannt. Der gekochte Reis heißt han, ii oder meshi (飯), was auch Mahlzeit bedeutet. Normalerweise sagt man gohan (ご飯), das Honorativpräfix go bildet mit dem Wort han eine Einheit, so dass man diese Kombination als feststehendes Idiom betrachten kann. Kleine Kinder sagen manma (まんま, „Happihappi“).
Da Japan ein Archipel ist, spielen Fisch, Meeresfrüchte und Algen eine wichtige Rolle in der Ernährung. Während der Besatzung durch die US-Amerikaner nach dem Zweiten Weltkrieg gewann Brot als Nahrungsmittel an Bedeutung, welches bereits vorher durch portugiesische Seefahrer bekannt war – das japanische Wort für Brot, pan (パン), leitet sich von portugiesisch pão ab.
Die japanische Küche hat einige Ähnlichkeit mit der Küche anderer ostasiatischer Länder; der bedeutendste Unterschied ist die sehr viel sparsamere Verwendung von Öl und Gewürzen. Vielmehr soll der Eigengeschmack der frischen Produkte möglichst deutlich erhalten bleiben.
Die in der japanischen Küche verwendeten Lebensmittel und die Weise ihrer Zubereitung werden gerne als zusätzliche Gründe für die auffallend hohe Lebenserwartung der japanischen Bevölkerung angesehen. Die UNESCO erklärte das Washoku als Teil der japanischen Küche im Dezember 2013 zum immateriellen Weltkulturerbe. Diese (immaterielle) Ehrung wurde unter den Nationalküchen bis dahin nur der französischen Küche zugedacht.

## Allgemeines
Seit der Muromachi-Zeit (1336–1573) und der Entwicklung der Samurai-Küche, dem honzen ryōri (japanisch 本膳料理) gilt der Begriff ichijū sansai (japanisch 一汁三菜) als Standardmaß einer Japanischen Mahlzeit. Es lässt sich grob als „Eine Suppe, Drei Beilagen / Nebengerichte“ übersetzen. Eine Schüssel Reis und ein Schälchen mit eingelegtem Gemüse (japanisch 漬物 tsukemono) gelten als gegeben und zählen nicht zu den dreien.
Seit der Edo-Periode (1603–1868) nehmen die Japaner täglich drei bis fünf Mahlzeiten zu sich: Reis wird in Japan seit etwa 3000 Jahren angebaut, wobei seit jeher die kurzkörnige Form bevorzugt wird. Es ist ein Nahrungsmittel mit hohem Prestige und hat den Status eines nationalen Symbols. Importierter Reis gilt als minderwertig im Vergleich zum einheimischen. Reis ist heute das wichtigste Nahrungsmittel für die gesamte Bevölkerung, wurde früher jedoch durch Hirse und Süßkartoffeln ergänzt (Katemeshi) und war für die einfache Landbevölkerung in reiner Darreichung keine Alltagskost, sondern Festmahl. Polierter Reis war kostspieliger, jedoch auch länger haltbar als unpolierter, da Lipide, die ranzig werden können, vorher entfernt wurden. Dieser wurde in der Edo-Zeit hauptsächlich vom Adel, den Samurai und der reichen Stadtbevölkerung von Ōsaka und Edo gegessen. Durch das Polieren wurde das Thiamin (Vitamin B1) entfernt, was bei besagten Volksgruppen oft zu einem Vitaminmangel führte und das Krankheitsbild des Beriberi verursachte. Dies wurde bereits 1549 festgestellt, eine Lösung gab es allerdings erst Ende des 19. Jahrhunderts: die Anreicherung von Reis mit Gerste, die noch Thiamin enthielt.
Die Basis aller Suppen ist ein Fond, dashi (japanisch 出汁) genannt. Die besteht meist vor allem aus drei Grundzutaten: getrocknetem Thunfisch (maguro) bzw. getrocknetem Bonito (Katsuobushi), essbarem Seetang (z. B. Kombu) und Shiitake-Pilzen. Daraus werden klare Suppen mit einer Einlage zubereitet, die suimono heißen. Meistens aber wird eine Suppe aus Miso, einer Paste aus Soja, von denen es verschiedene Sorten gibt, süßlich und eher salzig, serviert. Misosuppen enthalten häufig Gemüse als Einlage oder auch Tofu. Großer Beliebtheit erfreuen sich auch Nudelsuppen auf der Basis von Ramen, Soba und Udon. Diese zählen aber nicht als Suppe im Sinne des „Ichijū Sansai“, sondern zählen als vollwertiges Gericht.
Eine wichtige Rolle spielt sauer eingelegtes Gemüse (Tsukemono), das früher eine der wenigen Gemüse war, die während des Winters verzehrt werden konnten. Am häufigsten werden Chinakohl, Gurken, Auberginen und Rettich (z. B. Daikon) eingelegt, außerdem grüne unreife Ume-„Pflaumen“. Die grünen Ume gelten eingelegt als Delikatesse und heißen Umeboshi. Sie gelten als Appetitanreger und werden oft zum Frühstück gereicht. Verschiedene Arten des Einlegens haben sich etabliert. Dazu gehören das Einlegen mit Salz, Essig, Miso, Sojasauce, Zucker und Reiskleie.
Die Basis einer vollwertigen Mahlzeit – also kein Imbiss – ist heute immer Reis. Dazu werden zum Beispiel gegrillter Fisch oder gebratenes Schweinefleisch serviert. Fisch und Meeresfrüchte werden in Japan sehr häufig verzehrt, wobei frischer Fisch am liebsten roh genossen wird. Seit der Edo-Periode wird roher Fisch als Sashimi zubereitet, zu dem eine Sauce und Wasabi gereicht werden. Häufig handelt es sich um einfache Sojasauce, in Restaurants wird sie mit Sake verfeinert. Sushi war ursprünglich eine Konservierungsmethode; roher Fisch wurde gesalzen und in fermentierten Reis gepackt. Seit etwa 1400 wird der Reis mitverzehrt. Heute werden als Hülle oft essbare Algen verwendet, vor allem Nori. Die heutige Form des Sushi ist seit der Edo-Periode bekannt.
Als Getränk kann zu fast allen Gerichten grüner Tee in seinen verschiedenen Varianten gereicht werden. Sake wird als Äquivalent zu Reis angesehen und nicht zusammen mit Reis-basierten Gerichten getrunken. Bier wird in Japan seit etwa 150 Jahren gebraut. Zusammen mit dem Bier-ähnlichen „Happo-shu“ und anderen Biervarianten wird ein Marktanteil von deutlich über 50 % an den alkoholischen Getränken erzielt. Importbier spielt keine größere Rolle. Wein hat sich in den letzten Jahrzehnten als Getränk etabliert, der Anteil am Verbrauch liegt im niedrigen einstelligen Prozentbereich. In sehr kleinem Maßstab wird Wein in Japan angebaut, der überwiegende Anteil wird importiert.
Das Kochen bzw. die japanische Küche wird auch in der japanischen Popkultur thematisiert. In dem 2012 erschienenen Gourmet-Manga bzw. -Anime Shokugeki no Soma setzt sich der Protagonist in einer Akademie für Kochkunst mit Speisen und Kochkunst in Japan auseinander.

## Fleischverzehr

### Allgemeines
In Japan war der Verzehr von Fleisch seit der Asuka-Zeit weitgehend tabu. Die offiziellen Verbote wurden mit den Vorschriften des Buddhismus begründet, der 552 nach Machtkämpfen verschiedener Familien zur Staatsreligion erklärt wurde. 675 verbot der Herrscher Temmu explizit den Verzehr von Rindern, Pferden, Hunden, Affen und Hühnern. Nicht genannt wurden Wild, Fische und Wale, die als Fische angesehen wurden.
Die Fleischverbote wurden in den folgenden Jahrhunderten mehrfach wiederholt, im Jahr 721 durch Kaiserin Genshō, 725 und 736 durch Shōmu, der die Schlachtung von Rindern und Pferden untersagte, erneut 752 durch Kōken, weitere dreimal durch Kammu zwischen 781 und 806, dann erneut 1127 durch Sutoku und 1188 durch Gotoba.
Nach den schriftlichen Quellen aus Japan zu urteilen, führten die Nahrungstabus dazu, dass rund 1000 Jahre lang, abgesehen von Walfleisch und Fisch, kaum Fleisch gegessen wurde. Rinder wurden nur als Zugtiere für den Reisanbau genutzt, auch die Milch wurde nicht getrunken. „Lack of meat and dairy products in the Japanese diet produced an aversion to oily tastes, so that even vegetable oil was not commonly used for cooking.“ (dt.: Das Fehlen von Fleisch und Milchprodukten in der japanischen Ernährung führten zu solch einer Abneigung gegen den Geschmack von Fett, dass für gewöhnlich nicht einmal Pflanzenöl zum Kochen verwendet wurde.)
Die häufige Behauptung, dass in Japan vor dem 19. Jahrhundert so gut wie kein Fleisch gegessen wurde, wird jedoch unter anderem durch archäologische Funde aus der Edo-Zeit widerlegt. Inner- und außerhalb des heutigen Tokio wurden Abfallgruben mit einer großen Zahl von Tierknochen aus dieser Periode ausgegraben, darunter die von Wildschweinen, Bären, Pferden, Affen und Hunden. Vereinzelt wurden auch Kleintiere wie Füchse und Otter gefunden. Die Tiere stammten aus verschiedenen Regionen Japans und wurden offensichtlich auf Märkten verkauft.
Relativ bekannt ist, dass der Verzehr von einigen Fleischsorten zu „medizinischen Zwecken“ in Japan auch schon vor der Edo-Zeit üblich war; sie wurden in speziellen Läden verkauft. Die schärfsten Verbote von Tiertötung stammen aus der Zeit nach 1680. Uchiyama Junzo geht davon aus, dass nicht erst in der Edo-Zeit wieder vermehrt Fleisch gegessen wurde, sondern dass die Verbote auch vorher nicht strikt eingehalten wurden. Das belegt unter anderem ein Kochbuch aus der Zeit zwischen 1624 und 1644 mit Rezepten für Rotwild, Wildschwein, Bär, Otter und Hase. In dieser Zeit nahm auch der Konsum von Walfleisch zu.
„The aversion to meat-eating may have applied not so much to meat in general as to certain types of meat. […] The real change in eating habits […] may have been not so much the introduction of meat-eating in general but beef-eating in particular.“ (dt.: Die Abneigung gegen Fleischverzehr galt wohl weniger Fleisch generell als vielmehr einzelnen Fleischsorten. […] Der echte Wandel der Essgewohnheiten (im 19. Jahrhundert, erg.) war möglicherweise weniger die Einführung des Fleischverzehrs allgemein, sondern die Einführung des Rindfleischverzehrs.)
Durch portugiesischen Einfluss wurde um 1600 gebackener Fisch (Tempura) populär. Mit der zunehmenden Öffnung Japans für westliche Einflüsse ab etwa 1850 änderte sich auch die offizielle Einstellung zum Fleischverzehr, in den 1860er Jahren wurden die ersten Schlachthäuser eingerichtet. 1873 förderte der Kaiser den Verzehr von Rindfleisch. Daraufhin entstand als neues Gericht Sukiyaki auf der Basis von geschmortem Rind. Schweinefleisch wurde allgemein erst in den 1930er Jahren populär. Im Satsuma der Edo-Zeit war Schwein sehr beliebt und wurde dort als aruku yasai (japanisch 歩く野菜) bezeichnet, was sich mit Gehendem Gemüse übersetzen lässt.

### Walfleisch

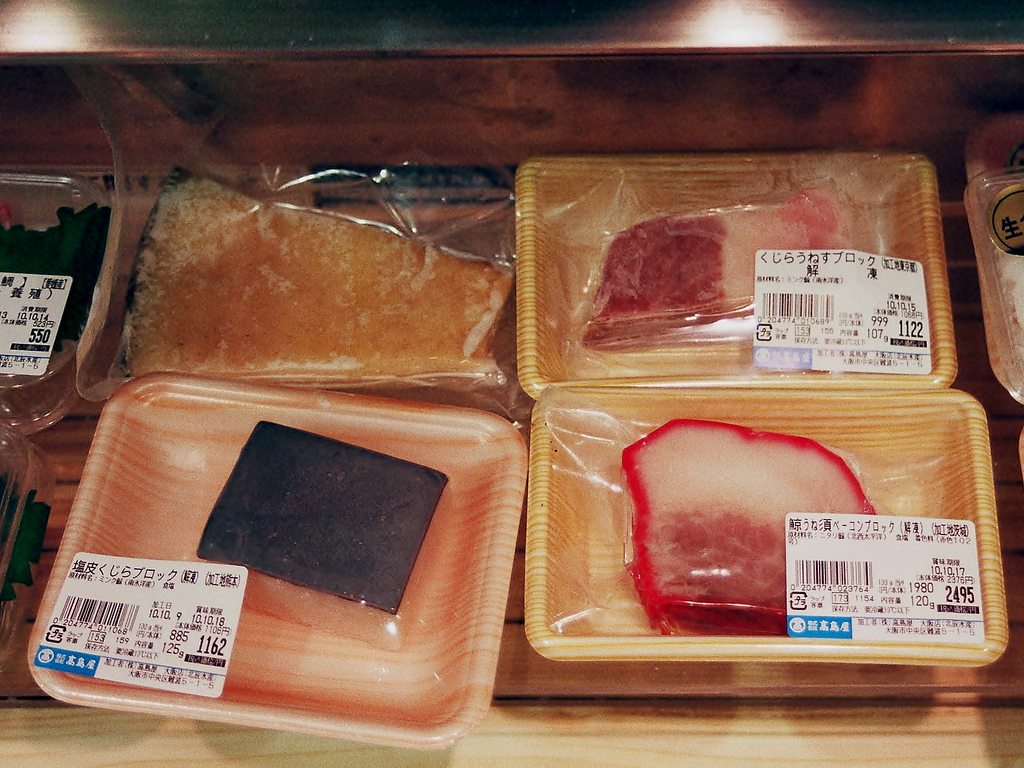
Walfleischsorten im Warenhaus Takashimaya, Osaka 2010

Walfleisch war in der japanischen Küche lange Zeit ein wichtiger Proteinlieferant. Der gezielte Walfang begann erst im 16. Jahrhundert, doch schon lange vorher wurden verletzte oder gestrandete Wale eingefangen und verzehrt. Für den Walfang benutzte man seit dem Ende des 16. Jahrhunderts Harpunen, ab etwa 1675 Netze. In der Edo-Zeit wurden zahlreiche Rezepte für Walfleisch veröffentlicht und es erschien ein spezielles Kochbuch, in dem nahezu alle Teile des Wals vorkommen. Nicht nur das Fleisch, sondern auch die Innereien, das Fett und das Öl wurden verwertet. „Das Walfleisch wird als Sashimi zubereitet, gekocht, gebraten, gegrillt, frittiert, als Suppe, geräuchert und getrocknet.“

Seit der Edo-Zeit war Walfleisch ein Alltagsgericht. Nach dem Zweiten Weltkrieg (Pazifikkrieg) bis Mitte der 1960er Jahre war dieses Fleisch die wichtigste Proteinquelle der Japaner und sicherte die ausreichende Versorgung der Bevölkerung. 1964 betrug der Anteil am Fleischkonsum noch 23 Prozent. Bis Mitte der 1970er Jahre war Wal wesentlicher Bestandteil der Schulspeisungen. Walfleisch hat daher eine gewisse Bedeutung als nationales Symbol (
).
Mittlerweile wollen jedoch nur noch wenige Japaner Walfleisch essen. Seit 1987 wird der Walfang offiziell nur noch aus wissenschaftlichen Gründen betrieben, das Fleisch kommt jedoch in den freien Handel. Infolge der stark gesunkenen Nachfrage lagerten 2005 etwa 4000 Tonnen tiefgefroren in den Lagerhallen. Statistisch essen Japaner jährlich pro Kopf nur noch 40 Gramm Walfleisch, obwohl die Preise stark gefallen sind. Es gibt Werbekampagnen, um den Konsum zu fördern, zum Beispiel kostenlose Lieferungen an Schulen und Flugblattaktionen. Die Hana no mai-Fast-Food-Kette bot Hamburger mit Walfleisch an, jedoch ohne großen Erfolg. Inzwischen wird es auch zu Hundefutter verarbeitet, um die Lagerbestände zu reduzieren. Als Gründe für die sinkende Beliebtheit des Walfleischs werden sein Geschmack und die eher trockene Konsistenz genannt, außerdem erinnere es ältere Japaner an die Notzeit nach dem Krieg.

## Milchprodukte
Der Verzehr von Milchprodukten ist schriftlich von der Asuka bis zur Heian-Zeit, hier vor allem beim Adel und in Klöstern nachgewiesen. Eine spätere Epoche in der Molkerei kam in der Edo-Zeit, durch den Import von Rindern aus Indien durch den Shōgun Yoshimune Tokugawa in 1727. Auch diese Milch war durch ihren hohen Preis nicht für die Allgemeinheit bestimmt. Das änderte sich erst in der Meiji-Zeit durch den Import von Milchkühen und Technologie aus Europa. Außerdem wurde Bauern in bergigen Regionen das Halten von Ziegen für den eigenen Konsum nahegelegt.

## Bentō

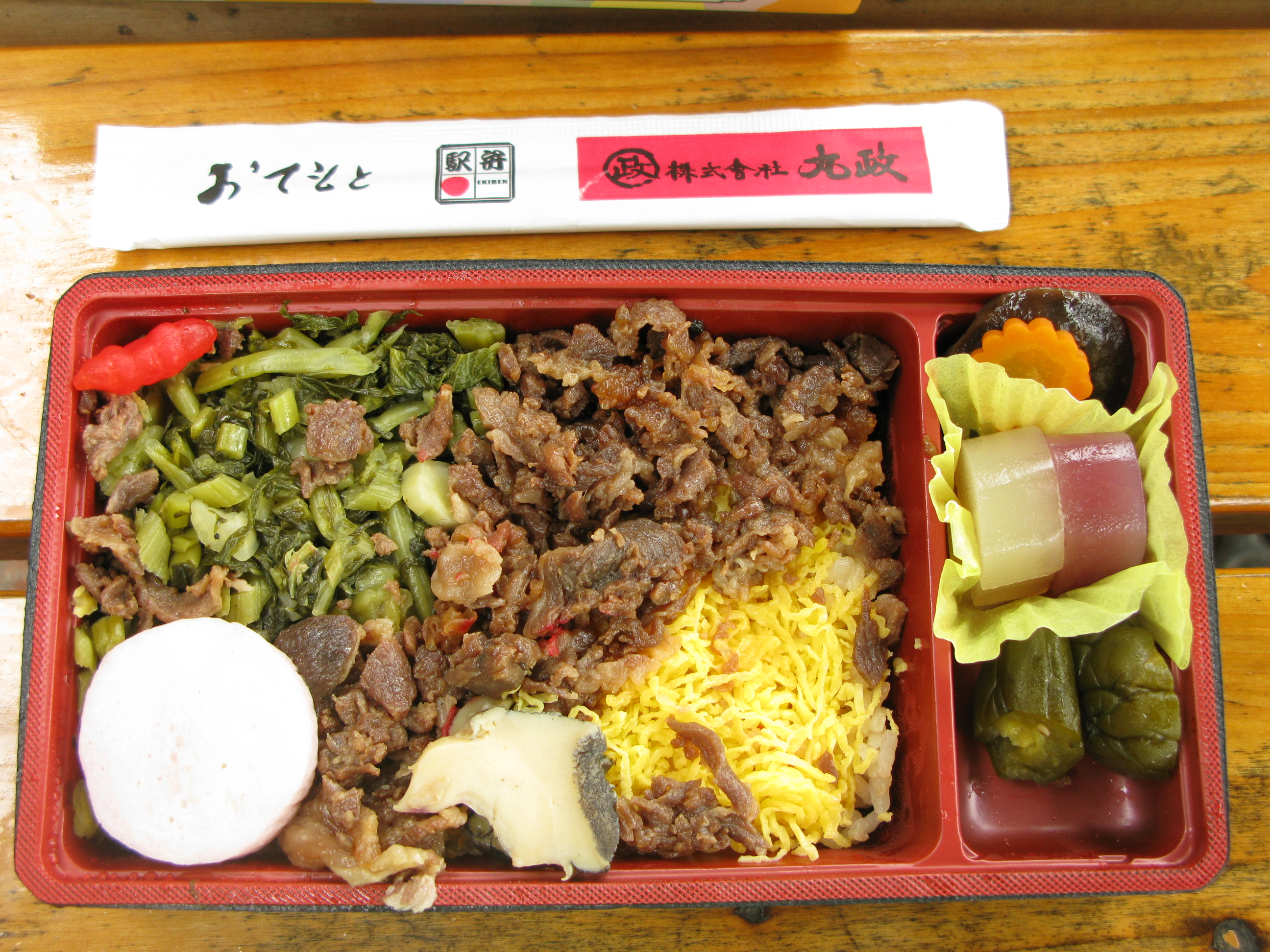
Ekiben, wie es am Bahnhof von Kai 2008 verkauft wurde

Der japanische Begriff Bentō bezeichnet eine Mahlzeit aus verschiedenen Komponenten, angerichtet in einer speziellen kleinen Kiste, historisch beispielsweise aus lackiertem Holz oder modern aus Kunststoff oder Metall. Heute haben manche „Bento-Boxen“ auch eine Warmhaltefunktion, vergleichbar mit einem Dewar-Gefäß. Üblicherweise werden so Reis, eingelegtes Gemüse, gekochtes Gemüse sowie Fisch oder Fleisch in getrennten Fächern serviert. Dieser Behälter kam in der Edo-Periode (1603–1868) in Gebrauch und sollte das Mitnehmen einer Mahlzeit erleichtern, die dann in der Pause einer Kabuki-Darbietung verzehrt wurde. Es war die japanische Form einer Lunchbox. In Osaka wurden die einfachen Kisten zur heute bekannten kunstvollen Serviermethode weiterentwickelt, bei der die Mahlzeit nicht zum Mitnehmen gedacht ist. Die Bezeichnung hierfür ist shokado bentō (松花堂弁当).
Sehr schlichte Essensbehälter für Reisen mit dem Zug kamen in der Meiji-Zeit (1868–1912) auf; sie heißen eki-ben – „Bahnhofs-Bentō“. Einfache Mahlzeiten, die auf Bahnhöfen in solchen Kisten verkauft werden, heißen nach wie vor so.

## Regionale Spezialitäten
Regionale Gerichte werden als kyōdoryōri (郷土料理) bezeichnet. Manche sind Präfektur-übergreifend, andere nur in einem einzigen Dorf zu finden. Weiter gibt es noch meibutsu (名物) bzw. meisan (名産), ein Begriff der für regionale Spezialitäten benutzt wird, die in ganz Japan bekannt sind. tokusan (特産) sind Spezialitäten, deren Verkauf gefördert werden soll, die also noch nicht den meisan-Status erreicht haben.

## Gerichte
- Akashiyaki, gegrillte Teigbällchen mit Oktopusstücken und einer Ummantelung aus Ei
- Chahan bzw. Yakimeshi, Gebratener Reis nach japanischer Art
- Chankonabe, gehaltvolles „Eintopfgericht“ nach japanischer Art – „Brühfondue“ aus dem kochenden Topf zubereitet
- Chawan-mushi, eine würzige Eiercreme-Vorspeise
- Cha-zuke, Reis mit grünem Tee
- Donburi, Reis in einer Schale mit verschiedenen Fleischsorten oder Gemüse
- Gyōza, Teigtaschen mit vegetarischer oder Fleischfüllung nach chinesischer Art
- Hayashi Raisu, karē-ähnliches Gericht
- Ishiyaki, Steingrillgerichte nach japanischer Art
- Karē, Curry-Gericht nach japanischer Art
- Kabayaki, gegrillter Fisch mit süßer Sojasauce – meist Aal-Kabayaki (Unagi Kabayaki)
- Karaage, Frittiertes – meist Hühnchen-Karaage (Niwatori-Karaage)
- Kushiage, Frittierter Gemüse- oder Fleischspieß
- Maki, Rollen aus Reis mit verschiedenen Einlagen von Seetang umhüllt – Sushi-Art
- Miso-Suppe, Brühe aus Miso und Dashi nach japanischer Art
- Nabemono oder Onabe, kurz Nabe, „Eintopfgericht“ nach japanischer Art – „Brühfondue“ aus dem kochenden Topf zubereitet
- Nikujaga, japanisches „Eintopfgericht“ aus Schweine- oder Rindfleisch, Kartoffeln und Möhren
- Oden, verschieden ausgiebig in klarer Brühe Gegartes
- Okonomiyaki, Eierkuchen mit Kohl und verschiedenen Zutaten nach japanischer Art
- Omuraisu, „Omelett-Reis“-Gericht
- Onigiri, Reisklößchen mit Nori umwickelt – mit oder ohne Füllung
- Sashimi, dünne Filetstücke von rohem Fisch
- Shabu shabu, Brühfondue nach japanischer Art – aus dem kochenden Topf zubereitet
- Shogayaki, dünne Fleischstücke mit Zwiebeln und Ingwer
- Sukiyaki, Eintopfgericht nach japanischer Art – „Brühfondue“ aus dem kochenden Topf zubereitet
- Sushi, roher Fisch oder Gemüse auf gesäuertem Reis
- Takoyaki, gegrillte Teigbällchen mit Oktopusstücken
- Tempura bzw. Tenpura, Frittiertes ohne Paniermehl
- Teriyaki, mariniertes Fleisch gegrillt
- Tonkatsu, Schweineschnitzel japanischer Art
- Yakisoba, Nudelgericht mit Sauce gebraten
- Yakitori, gegrillte Hühnchenspieße

## Nudeln
- Harusame はるさめ bzw. 春雨, sehr dünne Glasnudeln aus Kartoffel-, Süßkartoffel- oder Mungbohnenstärke
- Hiyamugi 冷麦, Weizennudeln
- Ramen ラーメン bzw. 拉麺, Nudelsuppe
- Shirataki-Nudeln 白滝 bzw. しらたき, dünne Nudeln aus Konnyaku
- Soba 蕎麦, Buchweizennudeln
- Sōmen 素麺, Spezialität aus Matsuyama
- Udon 饂飩, dicke Nudeln
- Yakisoba 焼き蕎麦, gebratene Nudeln

## Fisch und Meeresfrüchte
- Anago 穴子, alternativ umi unagi 海鰻, Meeraal
- Asari 鯏 bzw. 蛤仔, eine kleine Venusmuschel – Manila-Teppichmuschel (Ruditapes philippinarum)
- Chirimen jako 縮緬雑魚, getrocknete kleine Sardellen (getrocknete kleine Fische)
- Dorome 泥目, eine Zwerggrundel
- Fugu 河豚, Muskelfleisch vom Kugelfisch
- Ikura イクラ, Rogen vom Lachs
- Masaba マサバ (真鯖), Japanische Makrele; umgangssprachlich saba サバ (鯖), Makrele
- Mentaiko 明太子, gesalzener und gewürzter Rogen vom Kabeljau oder Alaska-Seelachs
- Sake 鮭, Lachs
- Sanma 秋刀魚, Pazifischer Makrelenhecht
- Sujiko 筋子, gesalzener Rogen vom Lachs
- Surimi 擂り身, Krebsfleischimitat
- Takabe 鰖, ein Schwarmfisch, Spezialität der Izu-Inseln
- Tarako 鱈子, Kabeljaurogen
- Tobiko 飛子 bzw. とびこ, Rogen der Fliegenden Fischen
- Unagi 鰻, Aal
- Uni うに, 海胆 bzw. 海栗, Seeigel

## Verschiedenes

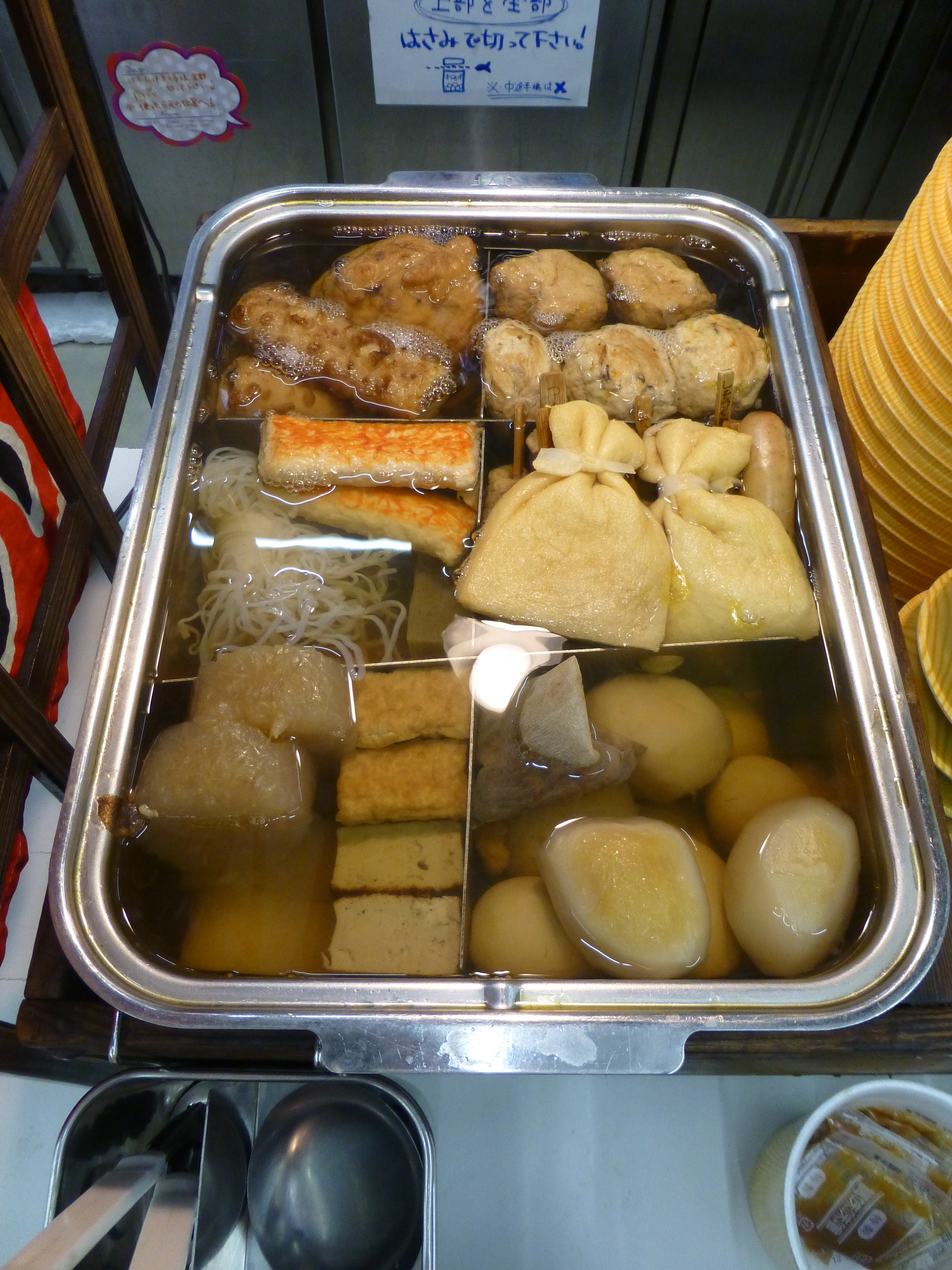
Oden – Fast-Food-Angebot in einem Supermarkt, 2014

- Buna Shimeji 橅占地, der Buchenrasling, Speisepilz
- Dashi 出汁, Fischsud, der vorwiegend aus Seetang hergestellt wird
- Gobō ごぼう, auch Gonbō ごんぼ bzw. 牛蒡, Klettenwurzel (Arctium lappa), Gemüse ähnlich der Schwarzwurzel
- Kabosu カボス, eine grüne Zitrusfrucht
- Kombu 昆布, Seetang
- Konnyaku こんにゃく, 蒟蒻 bzw. 菎蒻, geleeartige Speise, die aus der Konjakwurzel (Amorphophallus konjac, Syn.: A. rivieri) hergestellt wird
- Matsutake 松茸, der Krokodilritterling, Speisepilz
- Miso 味噌, Paste aus fermentiertem Soja
- Mioga 茗荷, Knospe des Mioga-Ingwers (Zingiber mioga)
- Mizuna 水菜, Japanischer Salat, eine Kohlsorte (Brassica rapa subsp. nipposinica)
- Panko パン粉, Brotflocken zum Panieren
- Komesu 米酢, Reisessig
- Fu 麩, vegetarisches Lebensmittel (Teig) aus Weizengluten; siehe Seitan
- Goma abura ごま油 bzw. 胡麻油, Sesamöl
- Shiitake 椎茸, der Pasaniapilz, Speisepilz
- Shimejitake (Shimeji-Pilze) 占地茸, auch 湿地茸, verschiedene Arten der Speisepilze (beispielsweise Holzraslinge, Samtfußrübling, Laubporling, o. Ä.)
- Shungiku 春菊 bzw. シュンギク, Blätter der Salatchrysantheme
- Shiokara 塩辛, salzig fermentierte Paste aus Fischstücke und Innereien von Meeresfrüchten
- Soba 蕎麦, Buchweizen
- Sudachi すだち bzw. 酢橘, kleine, gelbe japanische Zitrusfrucht (Citrus sudachi)
- Suimono 吸い物, klare Brühe mit diversen Einlagen
- Takana 高菜, Japanischer Senf, eine Senfsorte (Brassica juncea subsp. integrifolia, Brassica juncea var. integrifolia)
- Tofu 豆腐, „Sojabohnenkäse“
- Udo うど bzw. 独活, ein japanisches Gemüse
- Umeboshi 梅干, salzig eingelegte Frucht der japanischen Aprikose (Prunus mume)
- Wagyū-Rind 和牛, eine spezielle Rinderzüchtung und -haltung in Japan für besonders exquisites Fleisch, siehe Kobe-Rind, Matsusaka-Rind, o. Ä.
- Wakegi わけぎ bzw. 分葱, ein Zwiebelgewächs (Allium × wakegi)
- Yuba 湯葉, getrocknete Haut, die sich auf erhitzter Sojabohnenmilch bildet
- Yuzu ゆず bzw. 柚, japanische Zitrusfrucht (Citrus × junos)

## Beilagen, Süßigkeiten (Okashi) und Desserts
- Anmitsu あんみつ, Süßspeise aus Adzukipaste, Agar-Agar, Obst, Honigsirup und Eis
- Arare あられ, siehe Senbei
- Daifuku 大福, Reiskuchen aus Klebreismehl
- Dango 団子, kleine Reiskloßbeilage
- Dorayaki どら焼き bzw. 銅鑼焼き, Pfannkuchen mit Adzukipaste
- Imagawayaki 今川焼, rundes gefülltes Gebäck
- Manju 饅頭, Dampfnudeln mit süßer Füllung
- Mochi 餅, gestampfter Klebreis
- Nattō 納豆, vergorene Sojabohnen
- Ohagi おはぎ, Reiskuchen
- Onigiri お握り, Reisklößchen
- Senbei 煎餅, Reiscracker in verschiedenen Formen
- Taiyaki たいやき, gefülltes Gebäck
- Ten-musu (Tenmusu) 天むす, Reisklößchen mit Shrimps-Tempura
- Tsukemono 漬物, eingelegtes Gemüse
- Tsukudani 佃煮, in Sojasauce und Mirin eingekochte Lebensmittel (Fleisch, Meeresfrüchte, Algen)
- Yakiimo 石焼き芋, geröstete Süßkartoffeln
- Yubeshi ゆべし bzw. 柚餅子
- Yōkan 羊羹, eine Süßspeise aus Azukibohnen, Agar-Agar und Zucker

## Würzende Zutaten
- Furikake (Gewürzmischung für Reis)
- Goma (Sesam)
- Mirin (süßer Reiswein)
- Miso (Sojapaste)
- Mitsuba (Japanische Petersilie)
- Nira (Schnittknoblauch oder Chinesischer Lauch)
- Nori (Rotalgentang)
- Ponzu (Würzsauce aus Sojasauce mit Essig und/oder Zitrussaft)
- Sansho (Japanischer Pfeffer oder Szechuanpfeffer)
- Shichimi togarashi, Gewürzmischung aus sieben Gewürzen
- Shiso (Perilla)
- Shōga (Ingwer)
- Shōyu (Sojasauce)
- Tade (Pfefferknöterich)
- Wasabi (Japanischer Meerrettich)

## Getränke
Die wichtigsten Getränke in Japan sind Tee und Sake. Tee wurde erstmals um 800 unserer Zeitrechnung aus China importiert, und zwar in Form von gepressten Teeziegeln. Das Teetrinken blieb zunächst dem Adel vorbehalten. Größere Popularität gewann es erst ab etwa 1200, als pulverisierter grüner Tee aufkam. Zu dieser Zeit entwickelte sich die Japanische Teezeremonie. Heute wird in Japan vor allem grüner Tee getrunken, obwohl in den 1920er Jahren vorübergehend schwarzer Tee in Mode kam.
Sake hat in Japan ebenso wie Reis eine wichtige symbolische Bedeutung. Das Getränk wird den Gottheiten an den Hausaltären und an den öffentlichen Schreinen geopfert, und es besiegelt die Eheschließung bei einer traditionellen Shintō-Trauungszeremonie. Es gibt spezielle Gläser und Serviergefäße für Sake und eine spezielle Trinketikette. Mittlerweile sind auch Bier und Whisky sehr beliebt.
- Bancha 番茶
- Bīru ビール oder seltener Bia ビア ist die japanische Bezeichnung für Bier; Marken sind z. B. Asahi, Kirin, Sapporo oder Suntory Beer.
- Calpis カルピス
- Genmaicha 玄米茶
- Hōjicha ほうじ茶
- Mizuwari 水割り
- Mugicha 麦茶
- Ramune ラムネ
- Shōchū 焼酎
- Ūroncha ウーロン茶 (auch komplett in Kanji 烏竜茶 oder 烏龍茶 geschrieben) – Oolongtee
- Umeshu 梅酒

## Arten japanischer Restaurants
- Chūka Ryōri-ya
- Curry Shop
- Family-Restaurant
- Fugu-Restaurant – Sonderlizenz erforderlich zur Zubereitung von Fugu- bzw. Kugelfischen
- Izaka-ya (Kneipe mit kleinen Gerichten)
- Kaiten-Zushi (Sushi „am laufenden Band“)
- Kissaten (Café)
- Okonomiyaki-ya (Restaurant mit Teppan zur Zubereitung von Okonomiyaki und anderes)
- Oden-ya (Gaststätte spezialisiert auf Odengerichte)
- Rāmen-ya (japanische Nudelsuppen-Imbiss)
- Robatayaki-ya
- Ryōtei
- Shabu-Shabu-Restaurant
- Shokudō (Kantine)
- Soba-ya (Soba-Nudel-Imbiss)
- Sushi-ya
- Tempura-ya
- Teppanyaki-ya